# NGC 4134
NGC 4134 је спирална галаксија у сазвежђу Береникина коса која се налази на NGC листи објеката дубоког неба.
Деклинација објекта је + 29° 10' 37" а ректасцензија 12h 9m 9,9s. Привидна величина (магнитуда) објекта NGC 4134 износи 12,9 а фотографска магнитуда 13,7. Налази се на удаљености од 54,627 милиона парсека од Сунца. NGC 4134 је још познат и под ознакама UGC 7130, MCG 5-29-23, CGCG 158-31, KUG 1206+294, IRAS 12066+2927, PGC 38605.